# Mario Facchin
Mario Facchin (San Giorgio di Nogaro, 9 aprile 1943) è un ex arbitro di calcio italiano.

## Biografia
Dopo aver praticato diversi sport ha iniziato la carriera arbitrale e il 18 gennaio 1980 ha esordito in serie A nella gara Bologna-Catanzaro. In massima serie ha diretto in totale 7 gare, venendo premiato come miglior esordiente con il Premio Florindo Longagnani a Modena nel 1981.
In serie C ha vinto il Seminatore d'oro e il Guerin Sportivo.

In serie B ha vinto il premio Guerin Sportivo quale miglior arbitro.
Ha interrotto la carriera a causa di una ferita causata da moneta lanciata dalle curve, nella gara Reggiana-Cagliari di Coppa Italia, che lo ha costretto a lasciare l'arbitraggio a causa della lesione ad uno degli occhi. 
È stella d'oro Coni al merito sportivo.

È stato per dieci anni presidente della sezione arbitri di Udine, ed è stato consigliere nazionale dei veterani dello sport. 
Attualmente è incaricato, dai veterani dello sport, di seguire l'andamento dell'Associazione Veterani nel Lazio ed è consigliere nazionale nelle stelle al merito sportivo
È l'unico arbitro italiano che in 4 domeniche dal C2 è arrivato in serie A. In quanto nella partita di Serie B a Taranto, si ruppe il menisco, a guarigione avvenuta, il designatore arbitrale lo fece ripartire dalla C2 e con 4 designazioni consecutive raggiunse la serie A (Serie C2, Serie C1, Serie B, Serie A). 
Ha viaggiato moltissimo all'estero e si ricorda la qualificazione della Coppa del Mondo del 1982.
Nell'A.I.A. figura ancora tesserato presso la sezione di Udine.